# 池田温泉

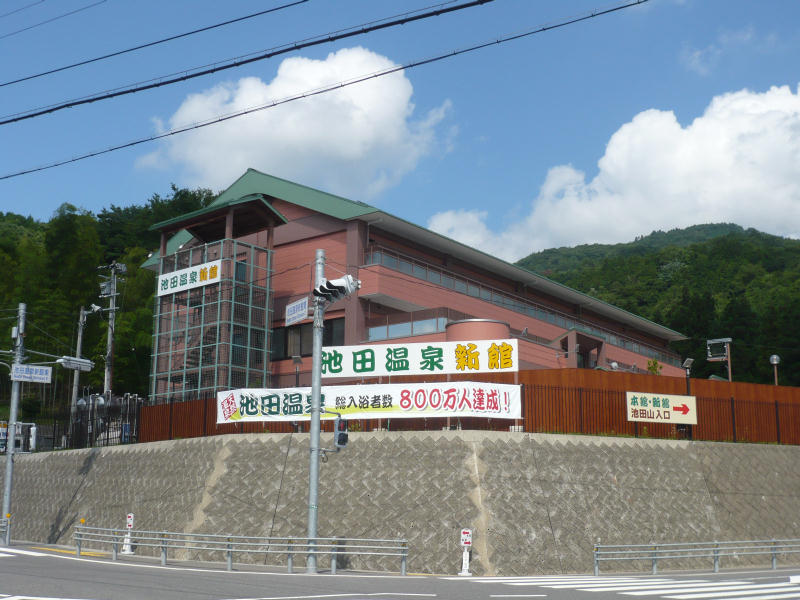
池田温泉新館

池田温泉（いけだおんせん）は、岐阜県揖斐郡池田町片山（旧国美濃国）にある温泉。

## 泉質
- ナトリウム炭酸水素塩泉（低張性アルカリ性単純温泉）-2018年（平成30年）8月に実施された再検査により、純重曹温泉、すなわち成分中に重曹以外の成分を殆ど含まず、全国的にも珍しい温泉であることが判明した[1][2]。
  - 上記の検査結果：pH8.8、919.7mgの成分が、温泉水1kg中に含有する。
  - ヌルヌルとした肌触りが特徴である。
- 源泉温度：31.6°C
- 飲用はできない。

## 温泉施設
池田山山麓に公営の宿泊施設 「池田温泉本館」と「池田温泉新館」が存在する。
また、岐阜県道53号岐阜関ヶ原線を挟んで道の駅池田温泉が隣接しており、野菜や特産品のショッピング施設や足湯などがある。

## 歴史
池田町がふるさと創生基金を活用して1995年（平成7年）温泉の掘削に成功。1996年（平成8年）11月18日に温泉を利用した温泉施設「グリーンセラ池田温泉」を開業した。開業初年度から町の想定をはるかに上回る利用者を集めた。2002年（平成14年）9月6日には入館者が200万人を突破。その年々増える利用者に対応するため2003年（平成15年）3月1日には隣接地に洋室4、和室1と小規模ながら宿泊施設も備えた新館をオープンした。2006年（平成18年）には入館者数400万人となった。2011年（平成23年）7月24日には隣接地に道の駅池田温泉が開業した。
新館の飲食店、宿泊施設（2、3階に該当）は2019年（平成31年）から民間に委託されていたが、2025年7月末に閉業した。

## アクセス
鉄道
JR東海道本線 大垣駅乗換、養老鉄道養老線 池野駅からタクシーで約10分。
バス
JR東海道本線垂井駅または養老鉄道養老線池野駅より池田温泉福祉バス「池田温泉本館」「池田温泉新館」バス停下車
養老鉄道養老線北池野駅・池野駅より池田町コミュニティバス「池田温泉本館」「池田温泉新館」バス停下車
自家用車
名神高速道路 大垣ICまたは関ヶ原ICより約40分。

## その他
- 源泉（井戸元）は本館の西側（屋外）にある。

- 2010年（平成22年）11月21日16:45頃、温泉施設（新館）の天井石膏ボードが真下の湯船に落下、2名の怪我人が出た。

- 2010年（平成22年）11月22日～27日まで一時新館の営業を停止し、11月28日より営業を再開した。

## 池田町内の温泉
- 湯元 湯華の郷 - 天然温泉で、ナトリウム - 炭酸水素塩温泉[5]。（源泉名：池田ゆげ温泉）
- 池田さくらの湯 - 温泉スタンド[6]。（源泉名：池田さくら温泉）

湯売りも湯どころ美濃里などと、岐阜県を中心に愛知県など旅館や銭湯に販売している。